# Shobana
Shobana Chandrakumar, connue par son prénom Shobana, est une actrice indienne et danseuse de bharatanatyam originaire de Thiruvananthapuram, la capitale du Kerala. Elle a joué dans plus de 200 films, principalement en malayalam, mais aussi en télougou, tamoul, hindi, kannada et en anglais,.
Shobana était l'actrice principale d'un certain nombre de films du sud de l'Inde pendant les années 1980 et 1990. Elle a travaillé avec des réalisateurs tels que Adoor Gopalakrishnan, G. Aravindan, K. Balachander, SUIS Fazil, Mani Ratnam, Bharathan et Priyadarsan. Elle a remporté le National Film Award de la Meilleure Actrice à deux reprises, pour ses interprétations dans les films Manichitrathazhu (1993) et Mitr, My friend (2001). À la suite de son prix de 1993, Shobana s'est montré très sélective dans le choix de ses films,.
Shobana a été formée par les danseuses de Bharatanatyam,  Chitra Visweswaran et Padma Subrahmanyam. Elle a percé comme interprète indépendante et chorégraphe lors de sa jeunesse et dirige actuellement une école de danse, Kalarpana, à Chennai.
En 2006, le gouvernement Indien a décoré Shobana avec le Padma Shri, pour ses contributions dans le domaine de la danse classique,.
En 2014, Le gouvernement du Kerala lui a décerné le Kala Ratna Prix.

## Carrière

### La carrière du film

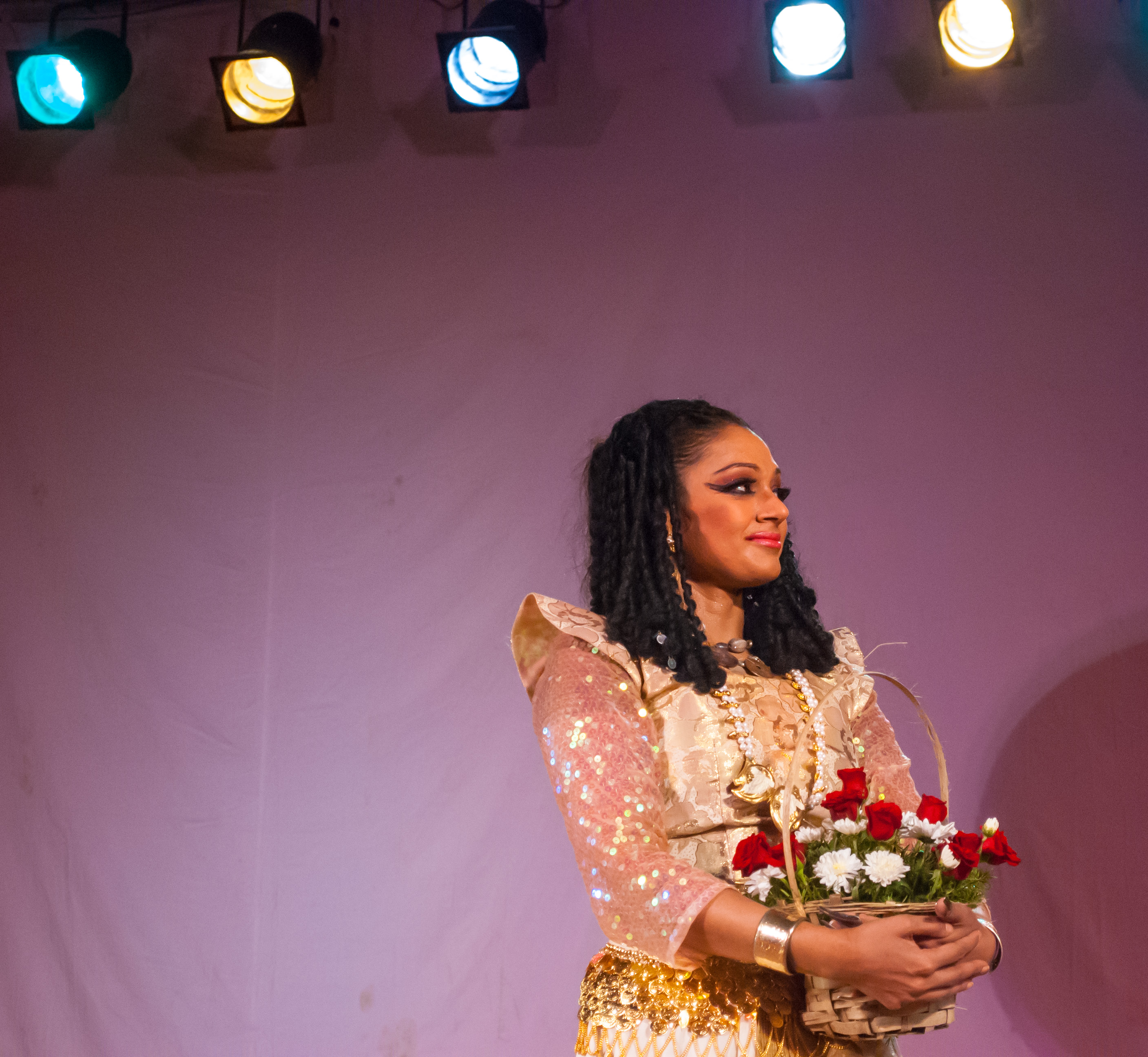
Shobana à un spectacle de danse et de théâtre à Bangalore

Shobana fait ses débuts en tant qu'enfant artiste dans le film bollywoodien d'Amar Prem (1972). En tant qu'adulte, elle a débuté dans l'industrie du cinéma avec le film, April 18, dirigé par Balachandra Menon. Sa représentation réaliste d'une fille normale a séduit et lui a ouvert de nombreuses portes. « Lors de mes débuts sur scène je n'avais que 13 ans et demi, mais je n'avais pas l'air si jeune. Je mesurais 1,77 m et les gens autour de moi pensaient que je devais agir comme une adulte même en dehors des plateaux » explique-t-elle sur sa carrière. Dans la même année, elle entra dans l'industrie cinématographique Tamoul par le film Enakkul Oruvan, dirigé par SP Muthuraman. "Jouer avec Kamal Haasan alors que j'avais 14 ans ? Si vous me demandiez maintenant, je vous dirais que j'étais nerveuse. Il était une star et j'étais impressionnée", se rappelle Shobhana à propos de son rôle au côté de Kamal Haasan lors du début de sa carrière. Enakkul Oruvan ne connaîtra pas un grand succès au box-office et mettra un frein à la carrière nationale de Shobhana. Elle retourne par la suite à des films malayalams. Elle fait cependant quelques apparitions dans des films tamouls au début des années 90 – ces rôles sont principalement des rôles de bourgeoises riches et snobs qui sont finalement séduites par un jeune villageois.
D'autres de ses films majeurs sont Meleparambil Aanveedu, Kanamarayathu, Ithiri Poove Chuvanna Poove , Yathra, Rangam (1985), Anantaram, Vrutham (1987), Idhu Namma Aalu (1988), Shiva (1989), Innale (1990), Thalapathi (1991), Manichitrathazhu (1993), Thenmavin Kombath (1994), Minnaram(1994), Dance like a man (2003), Mampazhakkalam (2004) et Makalkku (2005). De Aviduthe Pôle Ivideyum à Upaharam, Shobana a tourné dans seize films en 1985. Elle est également une des stars du film tamoul Kochadaiiyaan.
Shobana a remporté son premier National Film Award de la Meilleure Actrice en 1993 pour sa performance dans SUIS Fazil's Manichitrathazhu. Son interprétation de Ganga Nakulan et son alter ego Nagavalli dans le film a été décrite par les critiques comme "envoûtante". Elle a reçu son second prix en 2001 pour son rôle dans le film indien en anglais Mitr, My friend, dirigé par Revathi. À la suite de son prix de 1993, Shobana a été très sélective dans le choix de ses films. "Dans les films, je pense que j'ai fait tout ce qui est possible en termes de danse. Dans un des films, je joue une fille handicapée et pourtant, il y a quand même une séquence dans laquelle je danse. Probablement, qu'ils avaient leurs raisons. Mais je me suis lassée." dit Shobhana, en expliquant la raison de son long congé sabbatique.

### Carrière de danseuse classique
Shobhana est une danseuse de Bharata Natyam accomplie. Elle a fait son apprentissage de la danse à la Chidambaram académie à Chennai, sous la direction de Chitra Visweswaran. Shobhana danse l'Abhinaya, un courant déterminant dans le Bharata Natyam. Elle fut l'un des juges de Jodi No 1, un spectacle de TV réalité sur la danse, diffusé sur Vijay TV.
Elle a travaillé sur des projets de collaboration avec Zakir Hussain, Vikku Vinayakram et Mandoline Srinivas. Elle a donné des récitals à l'étranger dans le cadre de la World Malayalee Convention aux États-unis en 1985 et 1995, à Kuala Lumpur devant le Roi et la Reine de Malaisie, dans de nombreuses villes aux États-unis, en Europe, en Asie du Sud-Est et en Australie. Shobhana a commencé à jouer dans la prestigieuse Soorya de la musique et son festival de danse, organisé par Soorya Krishnamoorthy à partir de 1994. Elle a aussi fait partie de Mani Ratnam's l'exposition d'étape, Netru, Indru, Naalai en 2000.
En 1994, Shobana a fondé une école de danse classique Bharata Natyam à Chennai – Kalarpana.

## Filmographie

### Malayalam
| Year | Title                        | Role              | Sources |
| ---- | ---------------------------- | ----------------- | ------- |
| 1984 | April 18                     | Shobhana          |         |
| 1984 | Kanamarayathu                | Sherly            |         |
| 1984 | Ithiri Poove Chuvanna Poove  | Subhadra          |         |
| 1984 | Alakadalinakkare             | Daisy             |         |
| 1985 | Avidathepole Ivideyum        | Sujatha           |         |
| 1985 | Vasantha Sena                | Merlin            |         |
| 1985 | Thozhil Allengil Jail        |                   |         |
| 1985 | Akkacheyude Kunjuvava        | Mridula           |         |
| 1985 | Meenamasathile Sooryan       | Revathi           |         |
| 1985 | Azhiyatha Bandhangal         | Geetha            |         |
| 1985 | Eeran Sandhya                | Prabha            |         |
| 1985 | Thammil Thammil              | Kavitha           |         |
| 1985 | Anubandham                   | Vijayalakshmi     |         |
| 1985 | Ee Thanalil Ithiri Nerum     | Soudamini         |         |
| 1985 | Ee Shabdam Innathe Shabdam   | Sharada           |         |
| 1985 | Ayanam                       | Alice             |         |
| 1985 | Yathra                       | Thulasi           |         |
| 1985 | Rangam                       | Chandrika         |         |
| 1985 | Oru Naal Innorunaal          | Rajani            |         |
| 1985 | Upaharam                     | Maggie Fernandez  |         |
| 1986 | Udayam Padinjaru             | Renu              |         |
| 1986 | T. P. Balagopalan M.A.       | Anitha            |         |
| 1986 | Kunjattakilikal              | Usha              |         |
| 1986 | Iniyum Kurukshethram         | Lekha             |         |
| 1986 | Aayiram Kannukal             | Anu               |         |
| 1986 | Ente Entethu Mathrem         | Ambili            |         |
| 1986 | Abhayam Thedi                | Meera/Miranda     |         |
| 1986 | Kshamichu Ennoru Vakku       | Indu              |         |
| 1986 | Aalorungi Arangorungi        | Geetha            |         |
| 1986 | Nyayavidhi                   | Geetha            |         |
| 1986 | Ee Kaikalil                  | Viji Balakrishnan |         |
| 1986 | Padayani                     | Radha             |         |
| 1986 | Chilambu                     | Ambika            |         |
| 1986 | Rareeram                     | Meera             |         |
| 1986 | Meenamasathile Sooryan       | Revathi           |         |
| 1987 | Vrutham                      | Nancy             |         |
| 1987 | Nadodikattu                  | Radha             |         |
| 1987 | Ithrayum Kaalam              | Savithri          |         |
| 1987 | Kalam Mari Katha Mari        | Ummu Kolzu        |         |
| 1987 | Anantaram                    | Suma, Nalini      |         |
| 1987 | Naalkavala                   | Sainabha          |         |
| 1988 | Vicharana                    | Anitha            |         |
| 1988 | Vellanakalude Nadu           | Radha             |         |
| 1988 | Janmandharam                 | Sridevi           |         |
| 1988 | Aryan                        | Aswathy           |         |
| 1988 | Aparan                       | Ambili            |         |
| 1988 | Dhwani                       | Devi              |         |
| 1988 | Alila Kuruvikal              | Bhavana           |         |
| 1988 | Mukthi                       | Radhika           |         |
| 1989 | Charithram                   | Cicily            |         |
| 1990 | Innale                       | Maya/Gowri        |         |
| 1990 | Iyer the Great               | Amala             |         |
| 1990 | Sasneham                     | Saraswathi        |         |
| 1990 | Kalikkalam                   | Annie             |         |
| 1991 | Vasthuhara                   | Young Bhavani     |         |
| 1991 | Ulladakkam                   | Annie             |         |
| 1991 | Adayalam                     | Malini            |         |
| 1991 | Kankettu                     | Sujatha           |         |
| 1992 | Oru Kochu Bhoomikulukkam     | Indu              |         |
| 1992 | Naaga Panchami               | Panchami          |         |
| 1992 | Pappayude Swantham Appoos    | Bhama             |         |
| 1993 | Maya Mayuram                 | Bhadra            |         |
| 1993 | Meleparambil Aanveedu        | Pavizham          |         |
| 1993 | Manichitrathazhu             | Ganga/Nagavalli   |         |
| 1994 | Pavithram                    | Meera             |         |
| 1994 | Commissioner                 | Indu Kurup        |         |
| 1994 | Thenmavin Kombathu           | Karthumbi         |         |
| 1994 | Pakshe                       | Nandini Menon     |         |
| 1994 | Minnaram                     | Neena             |         |
| 1994 | Vishnu                       | Susanna Mathews   |         |
| 1994 | Manathe Vellitheru           | Merlin            |         |
| 1994 | Sindoora Rekha               | Arundhathi        |         |
| 1995 | Mazhayethum Munpe            | Uma Maheshwari    |         |
| 1996 | Minnaminuginum Minnukettu    | Radhika           |         |
| 1996 | Kumkumacheppu                | Indu              |         |
| 1996 | Aramana Veedum Anjoorekkarum | Alli              |         |
| 1996 | Rajaputhran                  | Veni              |         |
| 1996 | Hitler                       | Gowri             |         |
| 1996 | Superman                     | Nithya            |         |
| 1997 | Kalyana Kacheri              | Gopika            |         |
| 1997 | Kaliyoonjal                  | Gowri             |         |
| 1999 | Agni Sakshi                  | Devaki Manampalli |         |
| 2000 | Sradha                       | Suma              |         |
| 2000 | Valliettan                   | Devi              |         |
| 2004 | Mambazhakkalam               | Indira            |         |
| 2005 | Makalkku                     | Killeri           |         |
| 2009 | Sagar alias Jacky Reloaded   | Indu              |         |
| 2013 | Thira                        | Dr. Rohini Pranab |         |

### Émissions de télévision en tant que Juge
| Année | Titre                         | Canal             | Langue    |
| ----- | ----------------------------- | ----------------- | --------- |
| 2010  | Jodi Numéro un de la saison 4 | Vijay TV          | Tamil     |
| 2010  | Super Jodi                    | Surya TV          | Malayalam |
| 2015  | D 3 (Grande finale)           | Mazhavil Manorama | Malayalam |
| 2017  | Midukki                       | Mazhavil Manorama | Malayalam |